# بازی در شن
بازی در شن (آلمانی: Spiel im Sand) فیلمی کوتاه به کارگردانی ورنر هرتسوک است که در سال ۱۹۶۴ ساخته شد. این فیلم هرگز به نمایش در نیامد.